# Kirksanton
Kirksanton is een plaats in het Engelse graafschap Cumbria. Kirksanton komt in het Domesday Book (1086) voor als Santacherche.